# Kennox House

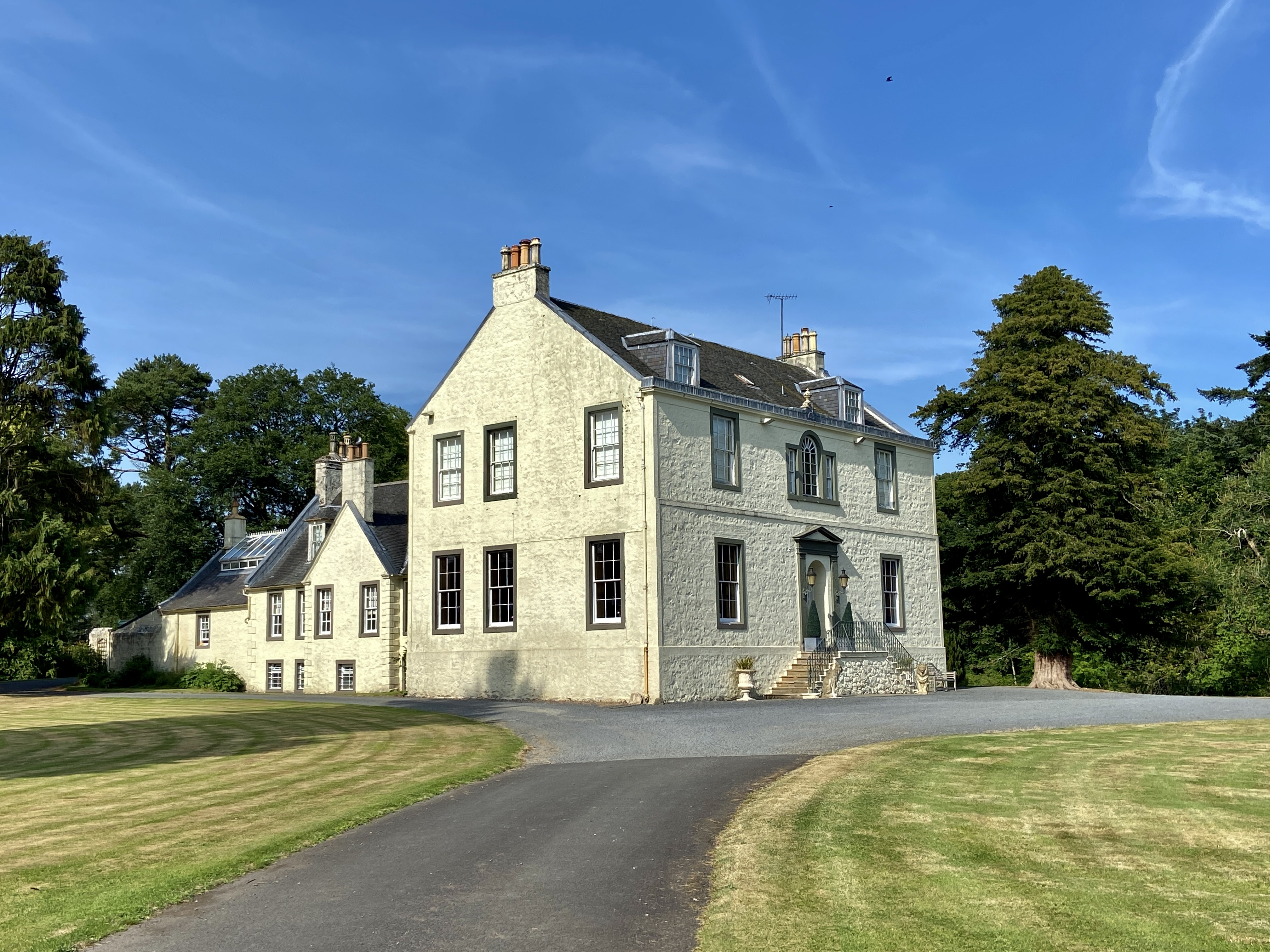
Kennox House

Kennox House, ehemals wahrscheinlich Crevock House, ist ein Herrenhaus nahe der schottischen Stadt Stewarton in der Council Area East Ayrshire. 1971 wurde das Bauwerk in die schottischen Denkmallisten in der höchsten Denkmalkategorie A aufgenommen.

## Geschichte
Um 1720 entstanden die ältesten Teile des Herrenhauses wahrscheinlich für Colonel MacAlister, dem damaligen Eigentümer der Ländereien. In den folgenden Jahrhunderten wurde das Gebäude mehrfach erweitert und überarbeitet. Die früheste Datumsangabe am Gebäude lautet auf das Jahr 1762, weshalb die Möglichkeit besteht, dass das ursprüngliche Gebäude im Zuge der Erweiterung zu dieser Zeit teilweise oder vollständig abgerissen wurde. Auf einer Karte aus dem Jahre 1775 ist das Herrenhaus als Crevock House bezeichnet; die heutige Bezeichnung Kennox House taucht erstmals 1832 auf. Ein kleinerer Anbau an der Ostseite scheint im Jahre 1831 vorgenommen worden zu sein, wie aus einem Stein mit entsprechender Datumsangabe hervorgeht. Für das im Jahre 1911 hinzugefügte Badezimmer zeichnet der Architekt James Morris aus Ayr verantwortlich.

## Beschreibung
Das zweistöckige Gebäude liegt isoliert auf einem weitläufigen Grundstück rund drei Kilometer südwestlich von Stewarton am Westufer des Glazert Burn. Es weist einen T-förmigen Grundriss auf. Die südexponierte Frontseite ist symmetrisch aufgebaut und drei Achsen weit. Das Mauerwerk besteht aus Bruchstein während die Gebäudeöffnungen mit Quadersteinen abgesetzt sind. Das zweiflüglige Eingangsportal ist über eine Vortreppe mit verziertem, gusseisernem Geländer zugänglich. Ein Giebel bekrönt die Türe, den zwei korinthische Blendpfeiler tragen.
Der nach Norden abgehende rückwärtige Flügel ist sechs Achsen weit mit mittigem, leicht hervortretendem Kreuzdach. Auf der gegenüberliegenden Ostseite geht hingegen ein zwei Achsen weiter Flügel ab. Der Gebäudeteil schließt am Nordende einstöckig mit einer später hinzugefügten Glaskuppel. Die Satteldächer sind mit grauem Schiefer eingedeckt.